# Kang de Chou
O rei Kang de CHou, nome pessoal Ji Zhao, foi o terceiro rei soberano da dinastia chinesa Chou, sendo o filho do rei Cheng de Chou. Seu reinado é estimado entre são 1020–996 A.C. Teve como sucessor o seu filho primogênito, Zhao de Zhou.
O rei Kang seguiu a política de seu pai e expandiu o território do seu reino para mais ao norte oeste, e durante alguns anos enfrentou e venceu rebiliões de povos ao leste do reino.